# Selección de voleibol de Inglaterra
Desde 2006, la selección de voleibol de Inglaterra ha jugado como parte de la selección de voleibol de Gran Bretaña.

## Participaciones
La selección de voleibol de Inglaterra nunca ha participado en ninguna competición oficial.